# Alex Finney
Pour les articles homonymes, voir Finney.
Alexander « Alex » Finney (né le 13 mars 1902 et mort en 1982) est un joueur de football anglais connu pour avoir joué pour Bolton Wanderers, club pour lequel il réalise presque 500 matchs en Football League. Il joue aussi pour l'équipe lors des finales de Coupe d'Angleterre 1923 et 1929.